# Malcolm Cherry
Malcolm Cherry (1878 – 1925) foi um ator britânico da era do cinema mudo.

## Filmografia selecionada
- Far from the Madding Crowd (1915)
- A Welsh Singer (1916)
- A Member of Tattersall's (1919)
- Linked by Fate (1919)
- The Call of Youth (1921)